# François Nicole (horloger)
Pour les articles homonymes, voir François Nicole et Nicole.
François Nicole, né le 1er avril 1766  au Chenit et mort le 24 novembre 1849 à Genève, est un horloger et inventeur suisse de la fin du XVIIIe et du début du XIXe siècle.

## Biographie
François Nicole quitte le Chenit vers 1783. Il s’établit d’abord à Nyon, puis, en 1789, à Genève où il obtient le domicile en 1791. 
Citoyen au Registre unique, François Nicole est horloger mécanicien. Il est l'inventeur de l'étouffoir. Selon Ord-Hume, il serait aussi en 1825 à l'origine de l'introduction du ciment dans le cylindre. Surnommé le Michel-Ange des boîtes à musique, il en aurait réalisé au total près de 440 dont seules 40 sont encore connues de nos jours.
Contrairement à ce qu'affirment Chapuis et Webb, à la suite de Clark, François Nicole n'est pas le fondateur de la maison Nicole Frères, comme l'a démontré Cyril de Vere Green.
Le papyrologue Jules Nicole est son petit-fils.